# 아이토르 카랑카
아이토르 카랑카 데 라 오스(스페인어: Aitor Karanka de la Hoz, 1973년 9월 18일 ~ )는 스페인의 전 프로 축구 선수이다.